# Harshdeep Kaur

Harshdeep Kaur (em hindi: ਹਰਸ਼ਦੀਪ ਕੌਰ; 16 de dezembro de 1986) é uma cantora indiana. Depois de ganhar dois shows de talentos, Kaur estabeleceu-se como cantora em Bollywood. Ela gravou canções para filmes em várias línguas indianas, e se tornou líder de playbacks do cinema indiano.
Kaur tem trabalhado com alguns dos principais diretores musicais, incluindo Pritam Chakroborty, Vishal-Shekhar, Salim Suleiman, Shankar Ehsaan Loy, Amit Trivedi, Sen Sohail e entre outros.

## Biografia
O pai de Kaur, Savinder Singh, possui uma fábrica de instrumentos musicais. Ela frequentou a Springdales School, em Nova Deli. Kaur começou a aprender música aos seis anos de idade.
Ela aprendeu música clássica indiana com Mr. Tejpal Singh, popularmente conhecido como os irmãos Singh, e música clássica ocidental com George Pullinkala. Mais tarde, aos doze anos de idade, para explorar o mundo da música, ela se juntou à Escola de Música de Délhi para aprender a tocar piano. Ela é famosa por suas canções de gênero Sufi.
Kaur apareceu no Coke Studio na MTV em todas as suas três temporadas. Em agosto de 2013, ela encabeçou o prestigioso Mosaic Festival realizado em Mississauga, Canadá. Em setembro de 2013 ela se apresentou no London Mela em Gunnersbury Park.

## Filmografia
| Ano  | Canção                                  | Título                                           | Notas                           |
| ---- | --------------------------------------- | ------------------------------------------------ | ------------------------------- |
| 2017 | "Mahi"                                  | Irada                                            | Filme                           |
| 2017 | "Zaalima"                               | Raees                                            |                                 |
| 2017 | "Waho Waho Gobind Singh"                | 350° Birth Anniversary Shri Guru Gobind Singh Ji |                                 |
| 2016 | "Khulke Dulke"                          | Befikre                                          |                                 |
| 2016 | "Ek Shringaar Swabhimaan"               | Ek Shringaar Swabhimaan                          | Série                           |
| 2016 | "Joban Madhuban"                        | 100 days                                         | Programa de TV                  |
| 2016 | "Mai Ri Mai"                            | Parched                                          |                                 |
| 2016 | "Nachde Ne Saare"                       | Baar Baar Dekho                                  |                                 |
| 2016 | "Happy Oye"                             | Happy Bhag Jayegi                                |                                 |
| 2016 | "Sachi Muchi"                           | Sultan                                           |                                 |
| 2016 | "School ki Ghanti"                      | Educate the Girl Child Anthem for Nestle         |                                 |
| 2016 | "Wali Allah"                            | Strumm Sufi                                      |                                 |
| 2016 | "Lori"                                  | Punjab 2016                                      |                                 |
| 2016 | "Rabb De Bande"                         | 31 October                                       |                                 |
| 2016 | "Mere Vich Teri"                        | Saadey CM Saab                                   |                                 |
| 2016 | "Rabba Rabba"                           | Kaptaan                                          |                                 |
| 2016 | "Lakh Khushiyaan"                       | Shabad                                           |                                 |
| 2016 | "Nanak Naam Mile"                       | Shabad                                           |                                 |
| 2015 | "Jalte Diye"                            | Prem Ratan Dhan Payo                             |                                 |
| 2015 | "Balle Balle"                           | Bin Roye                                         | Filme paquistanês               |
| 2014 | "Uff"                                   | Bang Bang!                                       |                                 |
| 2014 | "Ni Adugu"                              | Pora Pove                                        |                                 |
| 2014 | "Rabb Meri Umar"                        | Punjab 1984                                      |                                 |
| 2014 | "Saanu te aisa Maahi"                   | Dil Vil Pyaar Vyaar                              |                                 |
| 2014 | "Nenje Nenje"                           | Ennathan Pesuvatho                               |                                 |
| 2013 | "Ye Jo Subha Ka Ik Sitara Hai"          | Muhabbat Subha Ka Sitara Hai                     | Série de televisão paquistanesa |
| 2013 | "Mere Bina Tu"                          | Phata Poster Nikla Hero                          |                                 |
| 2013 | "Saaiyaan"                              | Bani – Ishq Da Kalma                             | Série de TV                     |
| 2013 | "Kabira"                                | Yeh Jawaani Hai Deewani                          |                                 |
| 2013 | "Jhalkiyan"                             | Namaz                                            |                                 |
| 2012 | "Luv Shuv Te Chicken Khurana"           | Luv Shuv Tey Chicken Khurana                     |                                 |
| 2012 | "Tu Hoor Pari"                          | Khiladi 786                                      |                                 |
| 2012 | "Heer"                                  | Jab Tak Hai Jaan                                 |                                 |
| 2012 | "Alif Allah"                            | Cocktail                                         |                                 |
| 2012 | "Soni Lagdee"                           | Cinema Company                                   | Filme                           |
| 2011 | "Katiya Karoon"                         | Rockstar                                         |                                 |
| 2011 | "Jhak Maar Ke"                          | Desi Boyz                                        |                                 |
| 2010 | "Sajde"                                 | Khatta Meetha                                    |                                 |
| 2010 | "Baari Barsi"                           | Band Baaja Baaraat                               |                                 |
| 2010 | "Chand Ki Katori"                       | Guzaarish                                        |                                 |
| 2010 | "Aafreen" "Woh Lamha Phir Se Jeena Hai" | Kajraare                                         |                                 |
| 2010 | "Barse Channel Divya Theme Song 1"      | Channel Divya                                    |                                 |
| 2008 | "Lut Jaaon"                             | Karzzzz                                          |                                 |
| 2008 | "Is Pal Ki Soch"                        | Halla Bol                                        |                                 |
| 2007 | "Saajana"                               | 1971                                             |                                 |
| 2007 | "Dil Ne Ye Na Jaana"                    | Red: The Dark Side                               |                                 |
| 2006 | "Ik Onkar"                              | Rang De Basanti                                  |                                 |
| 2006 | "Udne Do"                               | Taxi 9211                                        |                                 |
| 2005 | "Leja Leja"                             | Karam                                            |                                 |
| 2003 | "Ul Jalul" "Alag Alag"                  | Oops!                                            |                                 |
| 2003 | "Sajna Main Haari"                      | Aapko Pehle Bhi Kahin Dekha Hai                  |                                 |